# 順縁
順縁（じゅんえん）とは、仏の教えに素直に遵い結ぶこと。またそのような人。逆縁の反対語であり「順縁・逆縁」と対で語られることが多い。したがって順逆の二縁ともいう。

## 概説
「順」とは順当・順調、また従順な様（さま）をいい、「縁」とは仏縁のことで、順当・順調に従順に信じて仏縁に入るという意味から「順縁」と呼ばれる。
また言いかえれば、世間の因果や道理また人間の倫理などに逆らわず素直な事柄が仏道を得るということをいう。恵まれた縁のこと。首楞厳経には「順逆皆方便」、天台大師智顗の「摩訶止観」にも「因縁有順逆」とある。